# 帕尔马斯 (葡萄牙堂区)
帕尔马斯是葡萄牙阿威罗区的一个堂区。总面积16.83平方公里，总人口2130人，人口密度126.6人/平方公里。